# Javier Barreda Jara
Javier Alberto Barreda Jara (Lima, 13 de diciembre de 1966 - Ibidem, 3 de junio del 2019) fue un sociólogo y político peruano, militante y dirigente nacional del Partido Aprista Peruano. Durante el gobierno de Pedro Pablo Kuczynski se desempeñó como ministro de Trabajo y Promoción del Empleo del Perú, desde el 9 de enero del 2018 hasta la renuncia de PPK el 2 de abril de ese mismo año.

## Biografía
Javier Barreda nació el día 13 de diciembre del año 1966 en la ciudad de Lima, Perú.
Realizó sus estudios de secundaria en la Institución Educativa Emblemática Nuestra Señora de Guadalupe. Fue licenciado en sociología por la Pontificia Universidad Católica del Perú (PUCP) y egresado de la maestría de Gerencia de Proyectos y Programas Sociales de la Universidad Peruana Cayetano Heredia.
Barreda fue asesor en el Congreso de la República del Perú en temas de Presupuesto, defensa del consumidor, políticas de juventud, entre otros temas. Fue también expositor sobre temas de desarrollo social y programas sociales, políticas de empleo, emprendimiento, participación y de juventud.
Fue columnista de múltiples diarios del Perú y publicó diversos ensayos sobre desarrollo y análisis político. Todos sus artículos de opinión se pueden ver en el blog Búfalo de Pradera, en el portal La Mula.
Fue catedrático de la Facultad de Ciencias Sociales de la Universidad Nacional Federico Villarreal y profesor del curso de Realidad Nacional de la Universidad de San Martín de Porres. Así mismo, ejerció la docencia en el Programa Liderazgo para la Transformación de la Corporación Andina de Fomento (CAF) y el Instituto de Gobierno de la Universidad de San Martín de Porres. 
Estuvo casado con Martha Joo y tuvo dos hijos. 

## Trayectoria política
Como político, Javier Barreda incursiona militando en el Partido Aprista Peruano, partido político del histórico Víctor Raúl Haya de la Torre. Barreda fue uno de los dirigentes principales del aprismo en la sede del distrito de Pueblo Libre, en las que también dirigía Agustín Mantilla.
Durante el gobierno dictatorial de Alberto Fujimori, Barreda participó en las manifestaciones de la oposición, en las que el APRA conformaba desde el golpe de Estado del año 1992 hasta la caída del régimen en el año 2000. Durante el golpe de estado, Barreda fue perseguido por los militares al mando de Vladimiro Montesinos, asesor presidencial de Fujimori condenado por corrupción.
Desde el año 2006 hasta el año 2011, Barreda se desempeñó como viceministro de Promoción del Empleo del Ministerio de Trabajo del Perú, durante el segundo gobierno de Alan García. Fue también viceministro de Desarrollo Social y de Capacitación Laboral.
Postuló al Congreso de la República del Perú en las elecciones del año 2000, 2006 y 2011. En esta última manifestó que el APRA iba a apoyar la candidatura presidencial de Pedro Pablo Kuczynski, quien quedó en el tercer lugar. En las elecciones del año 2016, Barreda volvió a apoyar a Kuczynski y desestimó el pedido de Javier Velásquez Quesquén, excongresista aprista, de apoyar la candidatura de Keiko Fujimori.

### Ministro de Trabajo
En el año 2017, el presidente Pedro Pablo Kuczynski anunció el llamado "Gabinete de la Reconciliación", en la que estaría conformado por personas independientes tras la censura del gabinete ministerial presidido por Fernando Zavala. El cargo de primer ministro lo asumió Mercedes Aráoz, entonces segunda vicepresidenta de Kuczynski. En el año 2018, se rumoreaba que entre los independientes convocados por Kuczynski se encontraba Javier Barreda como nuevo ministro de Trabajo, causando discrepancias en la dirigencia del Partido Aprista Peruano y hasta del propio expresidente Alan García.
Finalmente, el 9 de enero del año 2018, Javier Barreda fue juramentado como nuevo ministro de Trabajo y Promoción del Empleo del Perú, en reemplazo de Alfonso Grados Carraro. Tras su designación, el Partido Aprista Peruano anunció públicamente su expulsión del partido, junto con Abel Salinas Rivas.
Durante su gestión se reactivó el Consejo Nacional del Trabajo, ámbito de concertación entre trabajadores y empresarios, y puso en propósito el debate sobre el incremento del sueldo mínimo en el Perú. Asimismo, se mostró de acuerdo con el indulto al expresidente Alberto Fujimori, del cual fue antes opositor. Sin embargo, Barreda pidió que Fujimori pague las reparaciones civiles de las víctimas de su gobierno y que cumpla su condena por corrupción desde su domicilio.
En el contexto de la renuncia de Pedro Pablo Kuczynski, y como última decisión tomada antes de su salida, Barreda y el presidente firmaron el Decreto Supremo 044 -2018-Trabajo que incrementa el sueldo mínimo de los trabajadores peruanos de 850 soles a 930 soles, medida que fue criticada por el sector empresarial y respaldada por la gran mayoría de los peruanos. Sustentando su decisión ya como exministro, Javier Barreda publicó artículos en diarios peruanos sustentando el beneficio del incremento.
Barreda permaneció en el cargo hasta el 2 de abril del mismo año, en donde fue reemplazado por Christian Sánchez Reyes en el gobierno de Martín Vizcarra.

## Fallecimiento
El 3 de junio del 2019, a los 52 años, Javier Barreda falleció a causa de un infarto.

## Publicaciones
- 1987: Los límites de la voluntad política (Mitin Editores, Lima 2012).
- Contra Historia del Perú, ensayos de historia política peruana (Mitin Editores, 2012). Coautor